# Mario Van Peebles

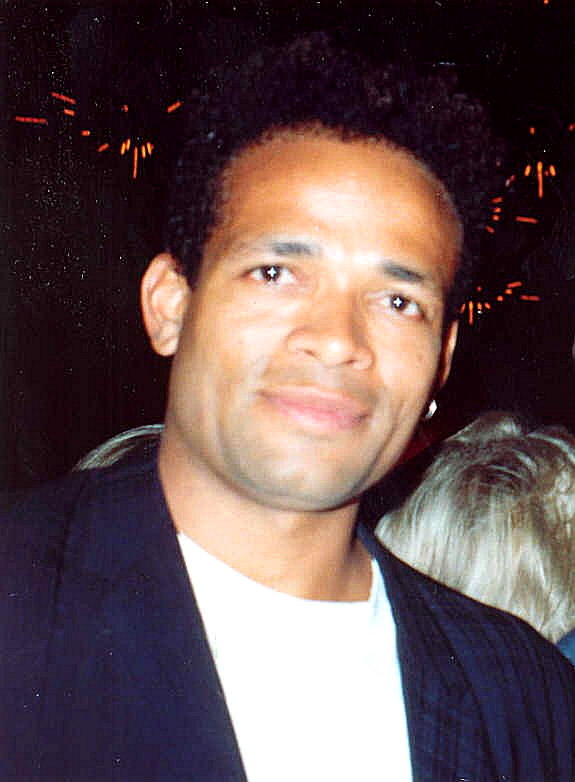
Mario Van Peebles im Jahr 1990

Mario Van Peebles (* 15. Januar 1957 in Mexiko-Stadt) ist ein Schauspieler und Regisseur.

## Leben
Mario Van Peebles ist ein Sohn des Regisseurs Melvin Van Peebles und der deutschen Schauspielerin Maria Marx. Im Jahr 1978 schloss er ein Studium Wirtschaftswissenschaften an der Columbia University ab. Unter dem New Yorker Bürgermeister Edward I. Koch war Van Peebles für die Sanierung der städtischen Finanzen mitverantwortlich.
Mario Van Peebles debütierte im Film Sweet Sweetback’s Baad Asssss Song aus dem Jahr 1971, bei dem sein Vater Regie führte und auch das Drehbuch verfasste sowie für die Musik und den Filmschnitt verantwortlich zeichnete. Im Film Heartbreak Ridge aus dem Jahr 1986 spielte er neben Clint Eastwood, im Film Highlander III – Die Legende aus dem Jahr 1994 neben Christopher Lambert und im Film Ali aus dem Jahr 2001 neben Will Smith und Jon Voight als Malcolm X. Er gehörte zu den Regisseuren der Fernsehserie 21 Jump Street. 2012 spielte er bei The Asylum’s American Warships mit, welcher ein Mockbuster auf Peter Bergs Battleship ist.
Als Regisseur tritt er seit 1988 in Erscheinung, er ist für Film und Fernsehen gleichermaßen tätig. Sein Schaffen umfasst mehr als 40 Produktionen. Als Schauspieler wirkte er an mehr als 100 Produktionen mit.
Im Jahr 1991 befand sich Van Peebles auf der Liste der 50 schönsten Menschen der Welt der Zeitschrift „People“. Als Regisseur wird er neben Spike Lee dem New Black Cinema zugeordnet.

## Filmografie (Auswahl)
als Schauspieler
- 1971: Sweet Sweetbacks Lied (Sweet Sweetback’s Baadasssss Song)
- 1971: Mord in San Francisco (Crosscurrent, Fernsehfilm)
- 1984: The Exterminator 2
- 1984: Cotton Club (The Cotton Club)
- 1985: Asphaltvibration – Rappin
- 1985:  South Bronx Heroes
- 1985: Die Bill Cosby Show (The Cosby Show)
- 1986: Die Stunde der Cobras – 3:15 (3:15)
- 1986: Heartbreak Ridge
- 1987: Der weiße Hai – Die Abrechnung (Jaws: The Revenge)
- 1991: New Jack City
- 1992: Bandenkrieg (In the Line of Duty: Street War)
- 1993: Posse – Die Rache des Jessie Lee (Posse)
- 1993: Full Eclipse
- 1994: Highlander III – Die Legende (Highlander III – The Sorcerer)
- 1994: Gunmen
- 1995: Panther
- 1996: Solo
- 1997: Outer Limits – Die unbekannte Dimension (The Outer Limits, Episode 3x16 – Bodies of Evidence)
- 1998: Love Kills
- 1998: Valentine’s Day – Valentines letzter Einsatz (Valentine’s Day)
- 1999: Judgement Day – Der jüngste Tag (Judgement Day)
- 2000: Whitmans Rückkehr (Blowback)
- 2000: Defender – Der Schutzengel (Guardian)
- 2001: Ali
- 2003: 44 Minuten – Die Hölle von Nord Hollywood (44 Minutes: The North Hollywood Shoot-Out)
- 2004: Carlito’s Way – Rise To Power
- 2006: Hard Luck
- 2007: Law & Order (Fernsehserie, Episode 17x16)
- 2007–2009: Damages – Im Netz der Macht (Damages, Fernsehserie, 13 Episoden)
- 2010: La Linea 2 (Across the Line: The Exodus of Charlie Wright)
- 2011: All Things Fall Apart – Wenn alles zerfällt … (All Things Fall Apart)
- 2012: American Warships
- 2017: Bloodline (Fernsehserie)
- 2018: Run the Race
- 2020: Seized – Gekidnappt (Seized)

als Regisseur
- 1987–1991: 21 Jump Street – Tatort Klassenzimmer (21 Jump Street, Fernsehserie)
- 1991: New Jack City
- 1993: Posse – Die Rache des Jessie Lee (Posse)
- 1995: Panther
- 1996: Killer Cops – Mörder in Uniform (Gang in Blue)
- 1998: Love Kills
- 2003: Baadasssss!
- 2006: Hard Luck
- 2007–2009: Damages – Im Netz der Macht (Damages, Fernsehserie, 3 Episoden)
- 2008: Sons of Anarchy (Fernsehserie, Episode 1x10)
- 2010: Lost (Fernsehserie, Episode 6x07)
- 2010: Black, White & Blues (Redemption Road)
- 2011: All Things Fall Apart – Wenn alles zerfällt … (All Things Fall Apart)
- 2011–2012: Boss (Fernsehserie, 5 Episoden)
- 2012: We the Party
- 2013: Navy CIS (NCIS, Fernsehserie, Episode 10x16)
- 2014: Red Sky
- 2015–2019: Empire (Fernsehserie)
- 2015: The Last Ship (Fernsehserie, Episode 2x10)
- 2016: USS Indianapolis: Men of Courage
- 2016: Roots (Fernsehserie, 1 Episode)
- 2017–2018: Superstition (Fernsehserie)
- 2018: Armed
- 2023: Black Cake (Fernsehserie, 1 Episode)
- 2024: Outlaw Posse